# Gorgonops
Gorgonops (což znamená doslova Gorgonská hlava) je vyhynulý rod skupiny obratlovců zvané Therapsida.

## Popis
Žil zhruba před 260 až 254 miliony lety, v závěru permské periody. Od hlavy po konec ocasu měřil 2 až 2,5 metrů. Patřil do podřádu Gorgonopsia, který zahrnoval predátory, z nichž ti největší dorůstali délky až kolem čtyř metrů.

## Evoluce
Některé anatomické znaky na kostře tohoto synapsida jsou již značně moderní, což dokládá například segmentovaná kost hrudní.